# Indian Wells Open 2005 - Qualificazioni doppio femminile
Le qualificazioni del doppio femminile dell'Indian Wells Open 2005 sono state un torneo di tennis preliminare per accedere alla fase finale della manifestazione. I vincitori dell'ultimo turno sono entrati di diritto nel tabellone principale. In caso di ritiro di uno o più giocatori aventi diritto a questi sono subentrati i lucky loser, ossia i giocatori che hanno perso nell'ultimo turno ma che avevano una classifica più alta rispetto agli altri partecipanti che avevano comunque perso nel turno finale.
Le qualificazioni del torneo di doppio del Indian Wells Open 2005 prevedevano 8 coppie partecipanti di cui una è entrata nel tabellone principale.

## Teste di serie
1. Eva Birnerová /  Andreea Vanc (secondo turno)

1. Denisa Chládková /  Ľubomíra Kurhajcová (secondo turno)

## Tabellone

### Legenda
| - Q = Qualificato - WC = Wild card - LL = Lucky loser | - ALT = Alternate - SE = Special Exempt - PR = Protected Ranking | - w/o = Walkover - r = Ritirato - d = Squalificato |

|  | Primo turno                    | Primo turno                        | Primo turno                        | Primo turno                        | Primo turno |  |  | Secondo turno                 | Secondo turno                 | Secondo turno                 | Secondo turno                 | Secondo turno                |   |   | Terzo turno                  | Terzo turno                  | Terzo turno                  | Terzo turno | Terzo turno |  |
|  |                                |                                    |                                    |                                    |             |  |  |                               |                               |                               |                               |                              |   |   |                              |                              |                              |             |             |  |
|  | 1                              | Eva Birnerová Andreea Vanc         | Eva Birnerová Andreea Vanc         | Eva Birnerová Andreea Vanc         | 8           |  |  |                               |                               |                               |                               |                              |   |   |                              |                              |                              |             |             |  |
|  |                                | Angela Haynes Nicole Vaidišová     | Angela Haynes Nicole Vaidišová     | Angela Haynes Nicole Vaidišová     | 3           |  |  | Eva Birnerová Andreea Vanc    | Eva Birnerová Andreea Vanc    | Eva Birnerová Andreea Vanc    | Eva Birnerová Andreea Vanc    | 3                            |   |   |                              |                              |                              |             |             |  |
|  | Marija Kirilenko M-E Salerni   | Marija Kirilenko M-E Salerni       | Marija Kirilenko M-E Salerni       | Marija Kirilenko M-E Salerni       | 9           |  |  | Marija Kirilenko M-E Salerni  | Marija Kirilenko M-E Salerni  | Marija Kirilenko M-E Salerni  | Marija Kirilenko M-E Salerni  | 8                            |   |   |                              |                              |                              |             |             |  |
|  | Al'ona Bondarenko G Voskoboeva | Al'ona Bondarenko G Voskoboeva     | Al'ona Bondarenko G Voskoboeva     | Al'ona Bondarenko G Voskoboeva     | 7           |  |  |                               |                               |                               |                               |                              |   |   | Marija Kirilenko M-E Salerni | Marija Kirilenko M-E Salerni | Marija Kirilenko M-E Salerni | 6           | 6           |  |
|  | J Bejhel'zymer Juliana Fedak   | J Bejhel'zymer Juliana Fedak       | J Bejhel'zymer Juliana Fedak       | J Bejhel'zymer Juliana Fedak       | 9           |  |  |                               |                               | J Bejhel'zymer Juliana Fedak  | J Bejhel'zymer Juliana Fedak  | J Bejhel'zymer Juliana Fedak | 1 | 3 |                              |                              |                              |             |             |  |
|  | Maureen Drake Nana Miyagi      | Maureen Drake Nana Miyagi          | Maureen Drake Nana Miyagi          | Maureen Drake Nana Miyagi          | 85          |  |  | J Bejhel'zymer Juliana Fedak  | J Bejhel'zymer Juliana Fedak  | J Bejhel'zymer Juliana Fedak  | J Bejhel'zymer Juliana Fedak  | 8                            |   |   |                              |                              |                              |             |             |  |
|  | 2                              | Denisa Chládková Ľ Kurhajcová      | Denisa Chládková Ľ Kurhajcová      | Denisa Chládková Ľ Kurhajcová      | 8           |  |  | Denisa Chládková Ľ Kurhajcová | Denisa Chládková Ľ Kurhajcová | Denisa Chládková Ľ Kurhajcová | Denisa Chládková Ľ Kurhajcová | 1                            |   |   |                              |                              |                              |             |             |  |
|  |                                | N Llagostera Vives A Serra Zanetti | N Llagostera Vives A Serra Zanetti | N Llagostera Vives A Serra Zanetti | 4           |  |  |                               |                               |                               |                               |                              |   |   |                              |                              |                              |             |             |  |